# ドイツ少数民族
ドイツ少数民族（ドイツしょうすうみんぞく、ポーランド語: Mniejszość Niemiecka、ドイツ語: Deutsche Minderheit）は、ポーランドに居住するドイツ系住民の政治的・法的地位の確立やシロンスクの伝統および環境保持、近隣地域住民との交流を選挙プログラムに掲げて活動する民族政党である。本記事では、ドイツ少数民族（MN）以外のドイツ系政党の説明も合わせて行う。

## 経緯
1990年にオポーレ県で実施された上院（セナト）補欠選挙の時に、比例代表方式選挙のためのドイツ系民族の組織が形成されたのがきっかけである。その翌年1991年に行われた議会選挙では2つのドイツ系政党が候補を擁立したが、全国リストへの登録要件である1選挙区につき5,000名以上の署名を集めることができたのは、オポーレを本拠地とする「ドイツ少数民族」のみであった。この選挙で下院（セイム）においては1.18%の得票を得て7議席を確保した。また、上院でも1議席を獲得した（これ以降の選挙でドイツ系政党は上院での議席を獲得したことはない）。
少数政党の乱立を防止し、安定した政治運営を図るため、1993年の議会選挙からは5%（政党連合は7%）の議席阻止条項が設けられたが、MNに関しては新たに設けられた少数民族条項の適用を受け、阻止条項の対象外となった。1993年と1997年の選挙ではMNの母体となっているシロンスク・オポーレのドイツ人社会・文化協会（MNŚO: Towarzystwo Społeczno-Kulturalne Niemców na śląsku Opolskim）もしくはドイツ社会・文化協会（TSKN : Towarzystwo Społeczno-Kulturalne Niemców）がそれぞれ候補者を擁立している。2001年以降はMNの名称で候補を擁立し、1議席から2議席を確保し続けている。

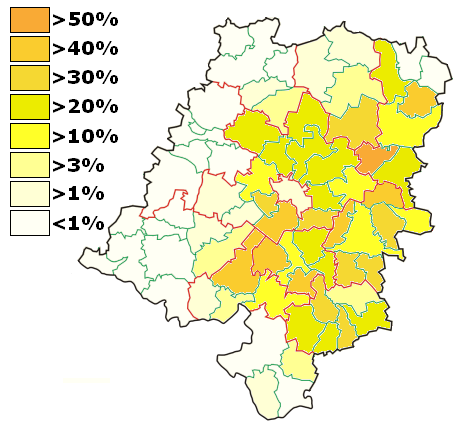
オポーレ県における2007年選挙でのドイツ少数民族の得票率

## 国会議員選挙における党勢推移
参考文献を元に作成。なお、上院での議席は1993年以降の議会選挙で獲得していない。
- 1991年選挙
  - セイム（下院）：7議席（得票率1.18%）
  - セナト（上院）：1議席
- 1993年選挙
  - 3議席（MNŚO、得票率0.44%）+ 1議席（TSKN、得票率0.17%）
- 1997年選挙
  - 2議席（MNŚO、得票率0.39%）
- 2001年選挙：2議席（得票率0.36%）
- 2005年選挙：2議席（得票率0.29%）
- 2007年選挙：1議席（得票率0.20%）
- 2011年選挙：1議席（得票率0.19%）
- 2015年選挙（英語版）：1議席（得票率0.18%）
- 2019年選挙（英語版）：1議席（得票率0.17%）